# Fab Morvan

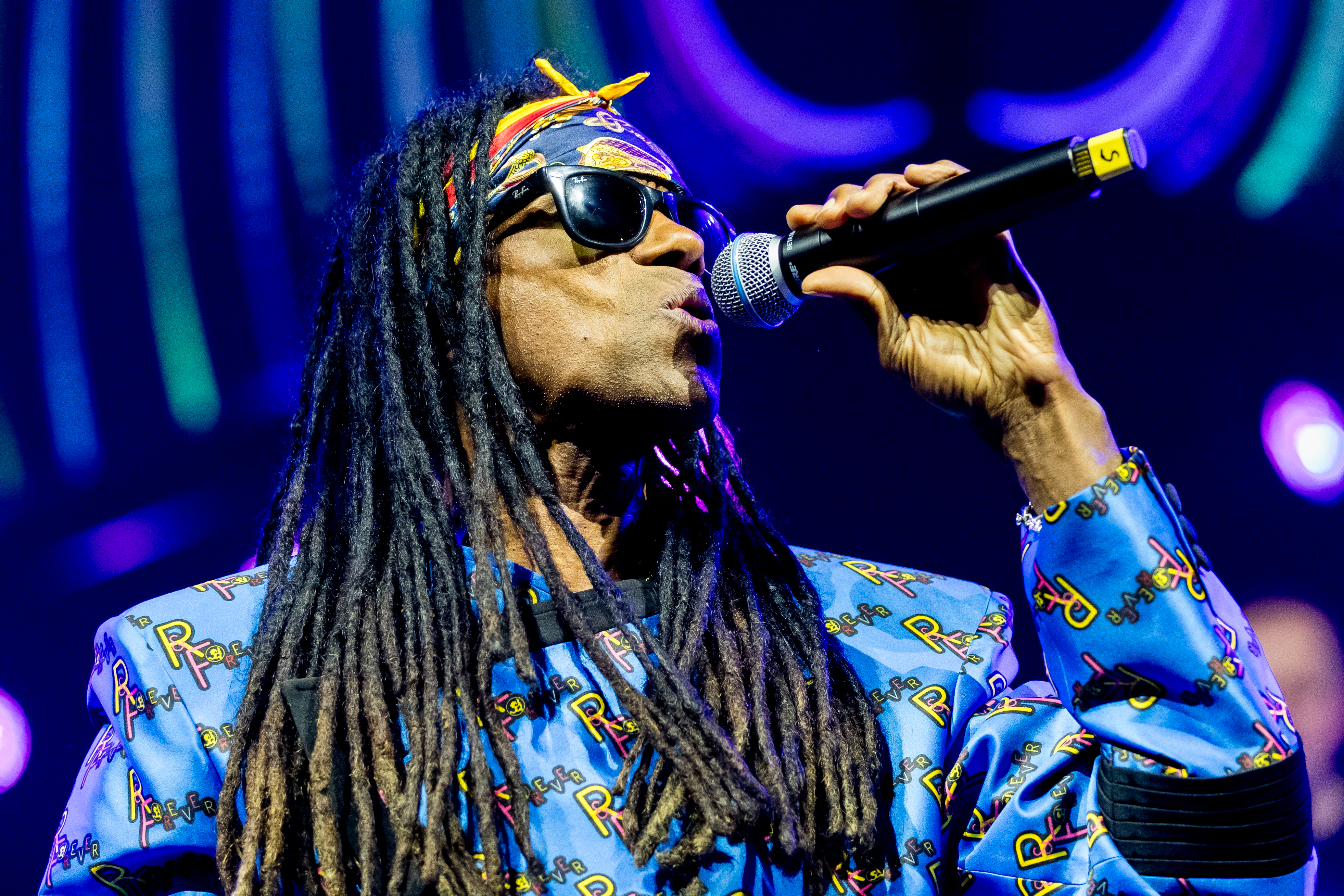
Fab Morvan, 2024

Fabrice „Fab“ Morvan (* 14. Mai 1966 in Paris) ist ein französischer Sänger und Tänzer. Er war Mitglied des Popduos Milli Vanilli, das von Musikproduzent und Komponist Frank Farian 1988 ins Leben gerufen wurde.

## Leben

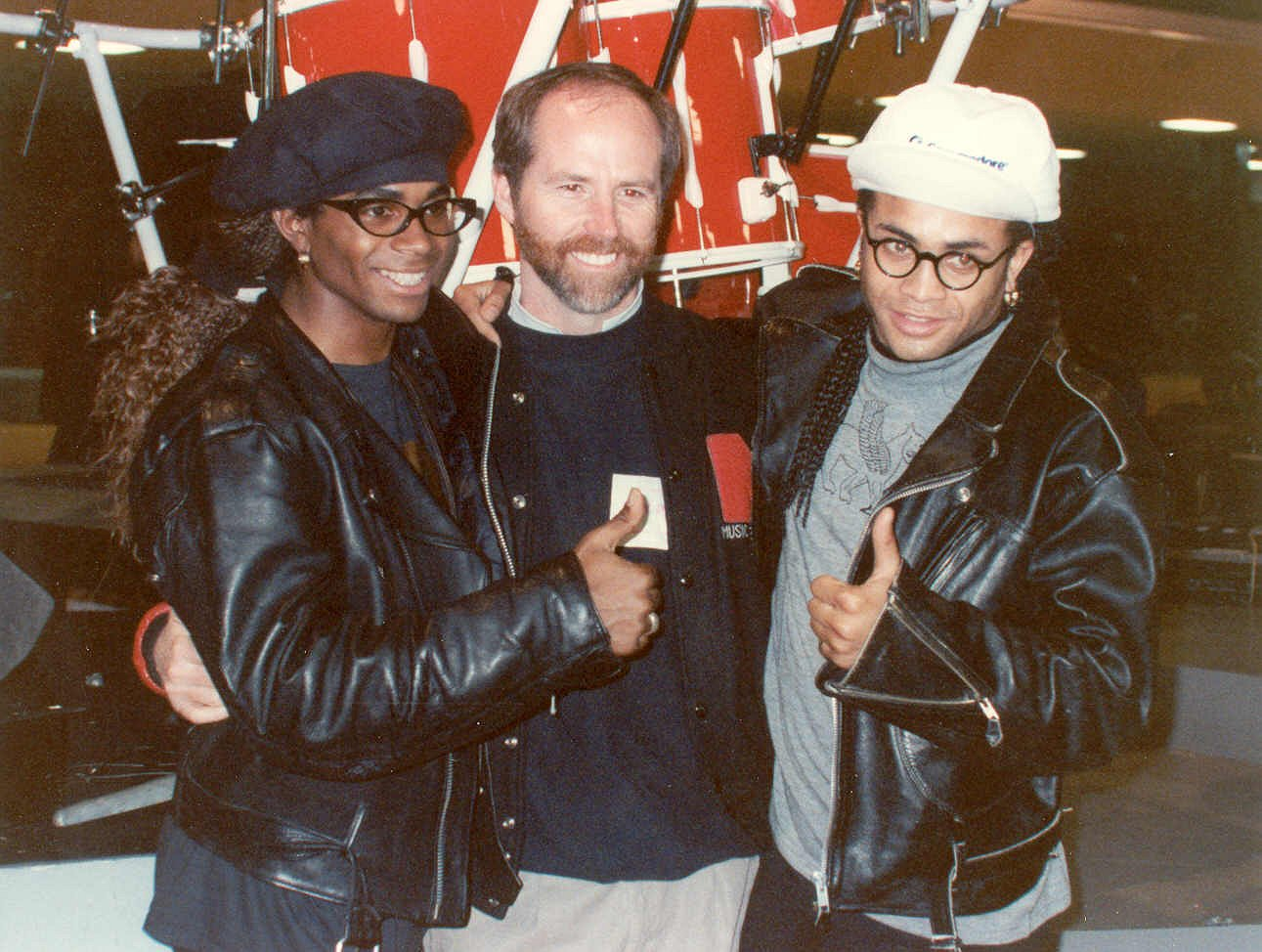
Fab Morvan (links) bei der Grammy-Verleihung 1990

Morvan wurde 1966 in Paris, Frankreich, als Sohn von Eltern aus Pointe-à-Pitre, Guadeloupe, geboren. Mit 18 Jahren zog er nach Deutschland, wo er Tänzer und Model war und von Funk, Soul, Hip Hop und Pop beeinflusst wurde. Er traf Rob Pilatus in einem Nachtclub in München und sie beschlossen, zusammen Musik zu machen.
Milli Vanilli (ursprgl. Empire Bizarre) war ein von Frank Farian produziertes Discopop-Duo, das aus Fab Morvan und Rob Pilatus bestand. Der anfangs große Erfolg des Duos endete 1990 in einem Skandal, als bekannt wurde, dass sie keines ihrer Lieder selbst gesungen hatten. Ihr Part bestand lediglich darin, die per Playback abgespielten, von anderen Künstlern gesungenen Lieder tänzerisch zu begleiten und synchron die Lippen zu bewegen. Am 19. November 1990 wurden Fab Morvan und Pilatus ihre Grammy Awards aberkannt, die sie am 21. Februar 1990 erhalten hatten. Nach der Auflösung von Milli Vanilli zu Beginn der 1990er gründeten Pilatus und Morvan das Duo Rob & Fab, das jedoch erfolglos blieb. Danach verdiente Morvan in Los Angeles Geld mit Gelegenheitsjobs.
Sein Comeback-Soloalbum Love Revolution erschien 2004 bei dem Label „elixir Records“. Unter den Titeln ist auch die Ballade It’s Your Life, die seinem verstorbenen Ex-Partner Rob Pilatus gewidmet ist. Im selben Jahr nahm Morvan an der zweiten Staffel der RTL-Show Ich bin ein Star – Holt mich hier raus! teil; er wurde als erster Teilnehmer von den Zuschauern aus der Show gewählt.
2021/2022 inszenierte der Regisseur und Drehbuchautor Simon Verhoeven das Milli-Vanilli-Biopic Girl You Know It's True, in dem Elan Ben Ali Fab Morvan spielt. Tijan Njie stellt Rob Pilatus und Matthias Schweighöfer Frank Farian dar. Der Film kam 2023 ins Kino.
Eine Weile lang war ein weiteres Biopic über Milli Vanilli parallel in Vorbereitung. Dafür hatte Fab Morvan seine persönlichen Verfilmungsrechte an US-Regisseur Bret Ratners Produktionsfirma RatPac Entertainment exklusiv verkauft (nicht zu verwechseln mit der deutschen Rat Pack Filmproduktion). Wegen der bereits veräußerten Rechte konnte Fab Morvan zunächst nicht beim konkurrierenden Simon-Verhoeven-Filmprojekt involviert sein – selbst als das von Ratner entwickelte Projekt 2021 abgesagt wurde, nachdem sich Time’s-Up-Vorwürfe gegen den Regisseur wegen sexueller Belästigung mehrten. Nachdem die entwickelnde Filmproduktion Millennium Media das Projekt einstellte, konnte Morvan bei Simon Verhoevens Film letztlich doch als weiterer Co-Produzent mit einsteigen.

## Diskografie
Alben
- 2003: Love Revolution

Single
- 2011: Anytime

Milli Vanilli